# Adrian Pertl
Adrian Pertl född 22 april 1996 i Sankt Veit an der Glan i Kärnten, är en österrikisk alpin skidåkare. Han tillhör för närvarande (mars 2021) Österrikes landslag i alpin skidsport och specialiserar sig på de tekniska disciplinerna slalom och storslalom.

## Biografi
Adrian Pertl växte upp i Ebene Reichenau och tävlar för WSV Reichenau- Turracher Höhe.
Pertl deltog i sina första FIS-tävlingar vid 15 års ålder. 2013 deltog han i European Youth Olympic Winter Festival i Poiana Brașov, men slutförde inte någon av tävlingarna. Därefter blev han medlem i österrikiska landslaget för första gången. Han gjorde sin debut i Europacupen i januari 2016 i Radstadt, men de stora framgångarna dröjde några år. Han uppnådde sitt första topp 10-resultat i januari 2020 med en femte plats i slalomtävlingen i Vaujany. I februari 2017 deltog han i Junior-VM i Åre, där han vann guldmedaljen i sin favoritdisciplin slalom efter att ha blivit sjua i storslalom. Samma år blev han österrikisk ungdomsmästare i storslalom.
Den 23 januari 2018 gjorde Pertl sin debut i alpina världscupen på Nightrace i Schladming. Han kvalificerade sig till andra åket för första gången den 26 januari 2020 i sin femte världscupstart, slalom på Kitzbüheler Ganslernhang. Där tog han sig med startnummer 73 till en slutlig åttonde plats, efter att ha avslutat 24:a i första åket samt presterat den snabbaste tiden av samtliga åkare i andra åket. En vecka senare firade han sin första seger i Europacupen, slalomtävlingen i Jaun. Den 8 februari 2020 slutade han på tredje plats i Chamonixs slalomtävling, hans första pallplats i världscupen. Pertls fjärde placering följande säsong i Chamonix gav honom en plats i det österrikiska landslaget på världsmästerskapet i Cortina d'Ampezzo. Efter att ha presterat den snabbaste tiden av alla i första åket vann han silvermedaljen i VM 2021 efter Sebastian Foss Solevåg och före Henrik Kristoffersen.
Adrian Pertl är en tävlingsutövare inom den österrikiska försvarsmakten med rangen korpral. 

## Framgångar

### Världsmästerskapen
- Cortina d'Ampezzo 2021 : 2. slalom

### Världscupen
- 5 placeringar bland de tio bästa, inklusive 1 pallplats.

### Resultat i alpina världscupen[2]
| Säsong  | Sammanlagt | Sammanlagt | Slalom    | Slalom | Storslalom | Storslalom | Parallell | Parallell |
| Säsong  | Placering  | Poäng      | Placering | Poäng  | Placering  | Poäng      | Placering | Poäng     |
| ------- | ---------- | ---------- | --------- | ------ | ---------- | ---------- | --------- | --------- |
| 2019/20 | 76         | 92         | 23        | 92     |            |            | -         | -         |
| 2020/21 | 29         | 260        | 13        | 188    | 37         | 22         | 4         | 50        |

### Europacupen
- Säsong 2019/20 : 8 i Slalom
- 2 pallplatser, inklusive 1 seger:

| Datum           | Plats | Land    | Disciplin |
| --------------- | ----- | ------- | --------- |
| 1 februari 2020 | Jaun  | Schweiz | slalom    |

### Junior-VM
- Åre 2017 : 1 i Slalom, 7 i Storslalom

### Fler prestationer
- Brons i Österrikiska Slalom-mästerskapen 2019
- Österrikisk ungdomsmästare i storslalom 2017
- 5 segrar i FIS-tävlingar